# New Zealand Cat Fancy
Le New Zealand Cat Fancy (NZCF) est un registre d'élevage félin néozélandais. Il est membre du World Cat Congress. Le New Zealand Governing Council of the Cat Fancy est créé le 4 septembre 1930. En 1972, le New Zealand Governing Council of the Cat Fancy est remplacé par le New Zealand Cat Fancy.

## Races de chats reconnues par le NZCF
Le New Zealand Cat Fancy reconnaît 52 races de chats.
- Abyssin
- Bombay australien
- Australian Mist
- Balinais
- Bengal
- Birman
- Bombay
- British Shorthair
- Burmese
- Burmilla Longhair
- Burmilla Shorthair
- Cashmere
- Cornish Rex
- Cymric
- Devon Rex
- Mau égyptien
- Exotic
- Ile de Man poil long
- Ile de Man poil court
- Bobtail japonais poil long
- Bobtail japonais poil court
- Javanais
- Korat
- La Perm
- Maine Coon
- Mandalay
- Manx
- Norvégien
- Ocicat
- Oriental shorthair
- Persan
- Ragdoll
- Bleu russe
- Scottish Fold Longhair
- Scottish Fold Shorthair
- Scottish Longhair
- Scottish Shorthair
- Selkirk Rex
- Siamois
- Sibérien
- Singapura
- Somali
- Sphynx
- Cymric de Tasmanie
- Ile de Man de Tasmanie poil long
- Ile de Man de Tasmanie poil court
- Manx de Tasmanie
- Tiffany
- Tonkinois
- Toyger
- Angora turc
- Turc de Van